# العلاقات الأفغانية البرازيلية
العلاقات الأفغانية البرازيلية هي العلاقات الثنائية التي تجمع بين أفغانستان والبرازيل.

## مقارنة بين البلدين
هذه مقارنة عامة ومرجعية للدولتين:
| وجه المقارنة                                              | أفغانستان                    | البرازيل |
| --------------------------------------------------------- | ---------------------------- | --- |
| المساحة (كم2)                                             | 652.23 ألف                   | 8.52 مليون |
| عدد السكان (نسمة)                                         | 34.94 مليون                  | 202.66 مليون |
| الكثافة السكانية (ن./كم²)                                 | 53.57                        | 23.79 |
| العاصمة                                                   | كابل                         | برازيليا، ريو دي جانيرو |
| اللغة الرسمية                                             | اللغة البشتوية، اللغة الدرية | برتغالية برازيلية، Brazilian Sign Language ‏ |
| العملة                                                    | أفغاني                       | ريال برازيلي، كروزيرو ريال برازيلي ‏، كروزيرو البرازيلية (1990–1993)، البرازيلي كروزادو نوفو، كروزادو برازيلي، cruzeiro ‏، كروزيرو البرازيلية (1942–1967)، الريال البرازيلي (قديم) |
| الناتج المحلي الإجمالي (بليون دولار)                      | 20.82 مليار                  | 2.06 تريليون |
| الناتج المحلي الإجمالي (تعادل القوة الشرائية) بليون دولار | 62.62 مليار                  | 3.22 تريليون |
| الناتج المحلي الإجمالي الاسمي للفرد دولار أمريكي          | 594                          | 8.54 ألف |
| الناتج المحلي الإجمالي للفرد دولار أمريكي                 | 1.93 ألف                     | 15.89 ألف |
| مؤشر التنمية البشرية                                      | 0.479                        | 0.754 |
| رمز المكالمات الدولي                                      | +93                          | +55 |
| رمز الإنترنت                                              | .af                          | .br |
| المنطقة الزمنية                                           | ت ع م+04:30                  | |

## منظمات دولية مشتركة
يشترك البلدان في عضوية مجموعة من المنظمات الدولية، منها:
| علم المنظمة | اسم المنظمة                        | تاريخ انضمام أفغانستان | تاريخ انضمام البرازيل |
| ----------- | ---------------------------------- | ---------------------- | --------------------- |
|             | الاتحاد البريدي العالمي            | ?                      | ?                     |
|             | يونسكو                             | 4 مايو 1948            | 4 نوفمبر 1946         |
|             | البنك الدولي للإنشاء والتعمير      | 14 يوليو 1995          | 14 يناير 1946         |
|             | وكالة ضمان الاستثمار متعدد الأطراف | 16 يونيو 2003          | 7 يناير 1993          |
|             | الاتحاد الدولي للاتصالات           | 12 أبريل 1928          | 4 يوليو 1877          |
|             | مؤسسة التمويل الدولية              | 23 سبتمبر 1957         | 31 ديسمبر 1956        |
|             | منظمة الشرطة الجنائية الدولية      | ?                      | ?                     |
|             | الأمم المتحدة                      | 19 نوفمبر 1946         | 24 أكتوبر 1945        |
|             | مؤسسة التنمية الدولية              | 2 فبراير 1961          | 15 مارس 1963          |
|             | منظمة حظر الأسلحة الكيميائية       | ?                      | ?                     |

## أعلام
هذه قائمة لبعض الشخصيات التي تربطها علاقات بالبلدين:
- اكليل أحمد حكيمي (دبلوماسي أفغاني، 1968 – )
- سيد طيب جواد (1958 – )

## وصلات خارجية
- موقع وزارة الخارجية الأفغانية
- موقع وزارة الخارجية البرازيلية